# Wybory parlamentarne w Wielkiej Brytanii w 2019 roku
Wybory parlamentarne w Wielkiej Brytanii w 2019 roku – przedterminowe wybory do Izby Gmin Zjednoczonego Królestwa Wielkiej Brytanii i Irlandii Północnej, które zostały przeprowadzone 12 grudnia; w ich wyniku rządząca Partia Konserwatywna odzyskała w Izbie Gmin większość bezwzględną (365 na 650 mandatów), którą utraciła w 2017 roku.

## Podłoże

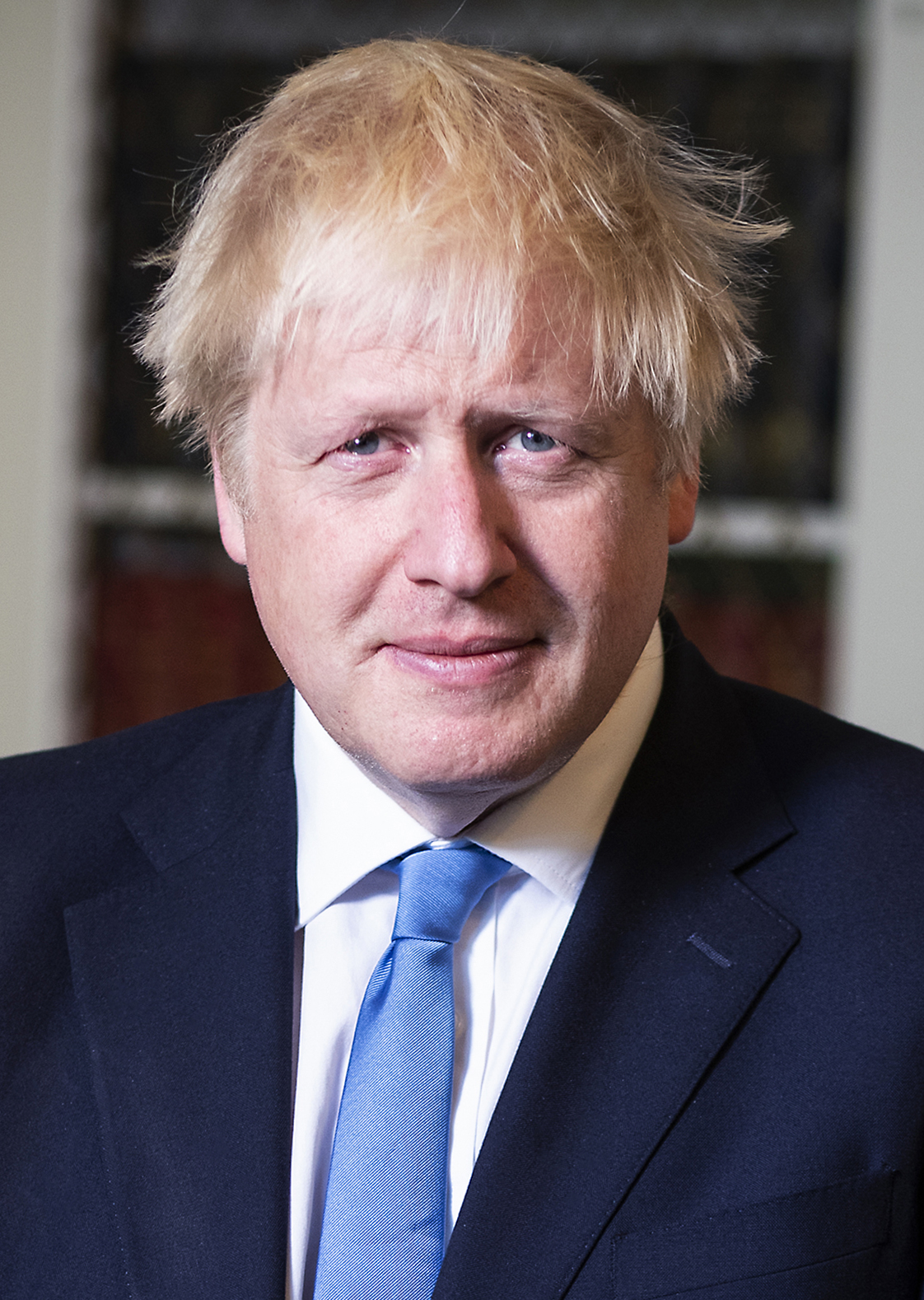
Boris Johnson – premier i lider Partii Konserwatywnej

Decyzję w sprawie skrócenia 57. kadencji parlamentu podjęła Izba Gmin 29 października 2019 r. Wniosek w tej sprawie złożony przez premiera Borisa Johnsona został poparty przez 438 parlamentarzystów (zarówno z rządzącej Partii Konserwatywnej, jak i deputowanych opozycyjnych z Partii Pracy, Demokratycznej Partii Unionistycznej i niezrzeszonych), przeciw opowiedziało się 20 deputowanych. W głosowaniu nie uczestniczyli przedstawiciele Liberalnych Demokratów, szkockich narodowców oraz zielonych.

## Kalendarz wyborczy
Najważniejsze daty:
- 29 października – Uchwalenie ustawy o przedterminowych wyborach parlamentarnych w 2019 r. przez Izbę Gmin
- 30 października – Przyjęcie ustawy o przedterminowych wyborach parlamentarnych w 2019 r. przez Izbę Lordów
- 31 października – Ustawa otrzymała zgodę królewską i wchodzi w życie ze skutkiem natychmiastowym. Akt prawny określa datę wyborów parlamentarnych na dzień 12 grudnia
- 6 listopada – Rozwiązanie parlamentu 57. kadencji i oficjalne rozpoczęcie kampanii. Początek okresu przedwyborczego. Ogłoszono proklamację królewską ws. zwołania nowego parlamentu i wyznaczającą datę pierwszego posiedzenia
- 8 listopada – Zawiadomienie o wyborach parlamentarnych ogłoszone w okręgach wyborczych
- 14 listopada – Zamknięcie nominacji kandydatów (zakończenie tworzenia list kandydatów)
- 16 listopada – Publikacja list kandydatów w okręgach wyborczych
- 21 listopada – O godz. 17:00 upływa termin rejestracji wyborców w głosowaniu korespondencyjnym (Irlandia Północna)[5]
- 26 listopada – O godz. 17:00 upływa termin rejestracji wyborców w głosowaniu korespondencyjnym (Wielka Brytania). Termin rejestracji wyborców uprawnionych do głosowania w lokalach wyborczych upływa o godz. 23:59
- 4 grudnia – Ostatni dzień rejestracji wyborców głosujących przez pełnomocnika (do godz. 17:00). (Wyjątki dotyczą sytuacji awaryjnych).
- 12 grudnia – Dzień wyborów – lokale wyborcze są otwarte od 7:00 do 22:00
- 13 grudnia – Ogłoszenie wyników wyborów. Zakończenie okresu przedwyborczego.
- 17 grudnia – Pierwsze posiedzenie nowego (58. kadencji) parlamentu Zjednoczonego Królestwa, w celu formalnego wyboru Spikera Izby Gmin i zaprzysiężenia członków przed uroczystością otwarcia pierwszej sesji nowego parlamentu[6][7][8].

## Kampania wyborcza

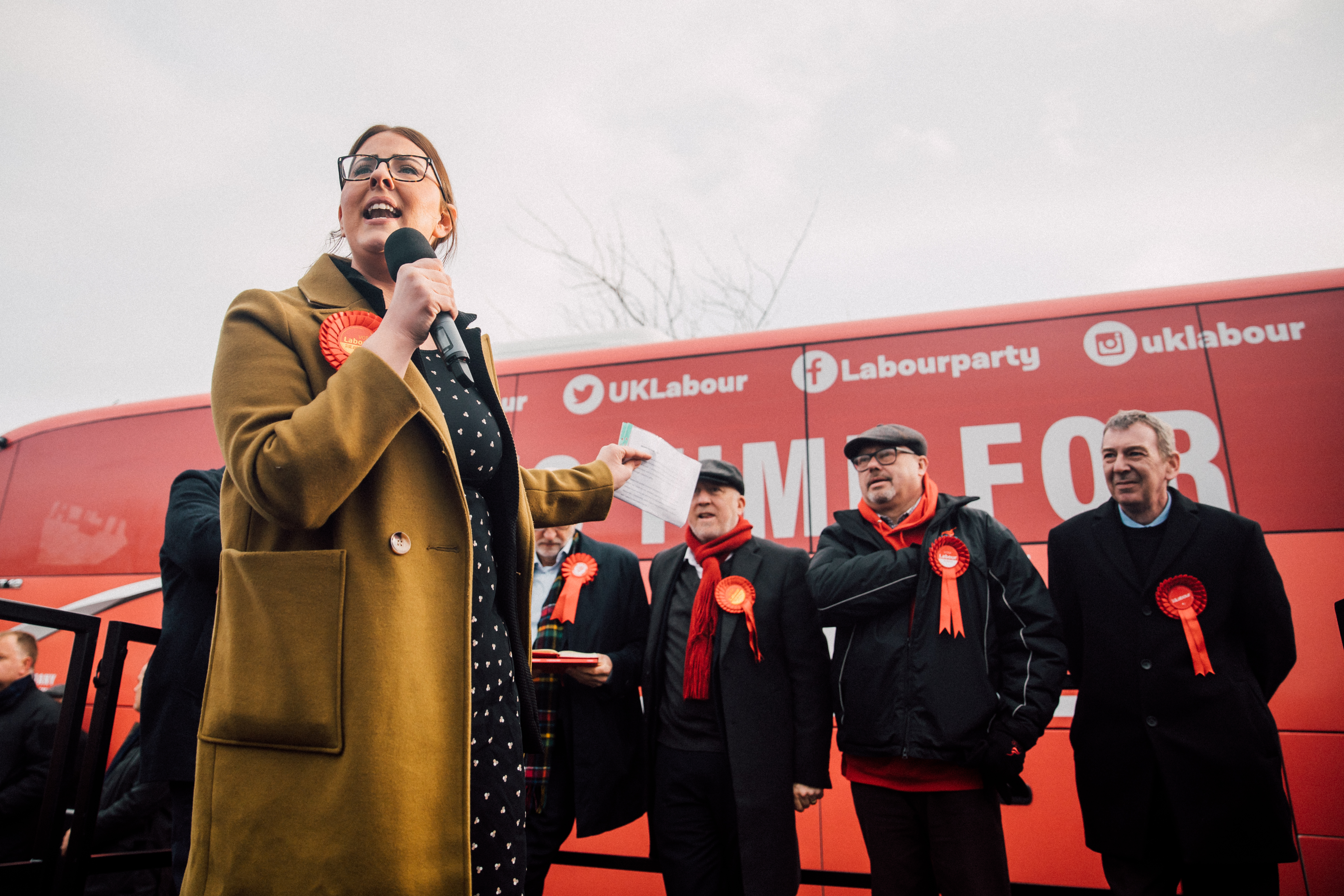
Kampania wyborcza

Partia Konserwatywna zaproponowała zwiększenie wydatków na publiczną służbę zdrowia (National Health Service  – NHS), choć nie tak duże, jak wzrost zawarty w propozycjach Partii Pracy i Liberalnych Demokratów. Torysi zaproponowali inwestowanie w lokalną infrastrukturę, w tym budowę nowej linii kolejowej między Leeds a Manchesterem.
Partia Pracy zaproponowała znaczne zwiększenie wydatków państwa do 45% produkcji krajowej co umożliwiłoby wzrost budżetu NHS, powstrzymanie podwyższenia wieku emerytalnego, wprowadzenie „National Care Service” zapewniającej bezpłatną opiekę osobistą, przejście do gospodarki zerowej emisji dwutlenku węgla do 2030 roku, nacjonalizację kluczowych branż, bezpłatną komunikację miejską dla osób poniżej 25. roku życia i budowę 100 000 domów komunalnych rocznie. W ramach nacjonalizacji Partia Pracy proponowała przejęcie przez państwowo transportu kolejowego, sieci dostaw energii, Royal Mail, przedsiębiorstw wodnych i kanalizacyjnych w Anglii. Laburzyści zaproponowali również częściowe znacjonalizowanie części BT Group i zapewnienie wszystkim bezpłatnego dostępu do internetu szerokopasmowego. Partia Pracy planowała również zredukować średni tygodniowy wymiar godzin pracy w pełnym wymiarze godzin do 32 bez uszczerbku na wynagrodzeniu.
Za główny priorytet Liberalni Demokraci postawili sobie przeciwstawienie się Brexitowi. Inne kwestie dotyczyły: zwiększenia wydatków na NHS, bezpłatnej opieki nad dziećmi w wieku od dwóch do czterech lat, rekrutacji 20 000 dodatkowych nauczycieli, wytwarzaniu 80% energii elektrycznej ze źródeł odnawialnych do 2030 roku, zamrożenia podwyżek na bilety kolejowe i legalizacji marihuany.
Partia Brexitu skoncentrowała się na Brexicie, sprzeciwie wobec prywatyzacji NHS, ograniczeniu imigracji, obniżeniu podatku VAT na paliwo krajowe, darmowym internecie szerokopasmowym w regionach ubogich. Ponadto partia opowiedziała się za zniesieniem podatku od spadków, likwidacją odsetek od pożyczek studenckich, przeciwko budowie kolei dużej prędkości HS2 i reformą Sądu Najwyższego na kształt Sądu Najwyższego Stanów Zjednoczonych.
Szkocka Partia Narodowa skoncentrowała się m.in. na drugim referendum w sprawie niepodległości Szkocji w 2020 roku, kwestii Brexitu, usunięciu brytyjskich okrętów podwodnych uzbrojonych w broń jądrową z wód szkockich i decentralizacji w kwestiach takich jak prawo pracy, polityka narkotykowa i migracja
Liberalni Demokraci, Zieloni, Szkocka Partia Narodowa, Plaid Cymru i Partia Pracy popierały całkowity zakaz szczelinowania hydraulicznego w celu pozyskiwania ropy i gazu, podczas gdy konserwatyści aprobowali szczelinowanie na zasadzie jednostkowych przypadków.

## Kandydaci
W terminie, który upłynął o godz. 16:00 w dniu 14 listopada 2019 Komisja Wyborcza zarejestrowała łącznie 3222 kandydatów, w tym rekordową liczbę 1120 kobiet (co stanowi 34%). Zarówno całkowita liczba, jak i odsetek kandydatek wzrosły od 2017 roku, kiedy to z 3354 kandydatów 973 (29%) stanowiły kobiety. Najwięcej kobiet na listach bo aż 53% wystawili laburzyści, najmniej 30% torysi. O mandat deputowanego ubiega się największa w historii liczba osób transpłciowych i niebinarnych, ogółem dziesięć.
Partia Konserwatywna zgłosiła najwięcej kandydatów, 635 na 650 miejsc możliwych do zdobycia w niższej izbie parlamentu. Partia Pracy 631, Liberalni Demokraci 611, Zieloni (Partia Zielonych Anglii i Walii, Szkocka Partia Zielonych i Partia Zielonych w Irlandii Północnej) – łącznie 472, a Partia Brexit – 275.

### Rezygnacja ze startu w wyborach
74 deputowanych zasiadających w Izbie Gmin 57 kadencji podjęło decyzję o rezygnacji z ponownego ubiegania się o mandat w grudniowych wyborach parlamentarnych
. Decyzję taką podjęło 32 torysów, 20 laburzystów (m.in. Owen Smith), 16 niezależnych w tym były kanclerz Philip Hammond zasiadający w parlamencie od 22 lat, 3 liberalnych demokratów (m.in. Vince Cable minister w rządzie premiera Davida Camerona, 2 przedstawicielki Niezależnej grupy ds. Zmian (Change UK) i 1 reprezentant DUP.
Przed rozwiązaniem parlamentu decyzję o rezygnacji z kandydowania podjęli były deputowany Partii Pracy John Mann (Bassetlaw) i spiker Izby Gmin John Bercow (Buckingham), którzy złożyli mandat odpowiednio w dniach 28 października i 4 listopada 2019 roku.

### Wycofani lub odrzuceni kandydaci
Po zakończeniu procesu rejestracyjnego z wyborów wycofało się 10 kandydatów, dlatego pozostaną na kartach do głosowania w swoich okręgach wyborczych.
| Kandydat         | Partia                  | Okręg wyborczy                    | Powód wycofania                                                   | Data         |
| ---------------- | ----------------------- | --------------------------------- | ----------------------------------------------------------------- | ------------ |
| Victor Farrell   | Brexit Party            | Glenrothes                        | Homofobiczne komentarze w 2017 roku                               | 18 listopada |
| Ryan Houghton    | Partia Konserwatywna    | Aberdeen North                    | Antysemickie, islamofobiczne i homofobiczne tweety w 2012 roku    | 19 listopada |
| Sophie Cook      | Niezależna              | East Worthing and Shoreham        | Zgłoszone przypadki nadużyć i prześladowania                      | 19 listopada |
| Amjad Bashir     | Partia Konserwatywna    | Leeds North East                  | Antysemickie komentarze w 2014 roku                               | 20 listopada |
| Waheed Rafiq     | Liberalni Demokraci     | Birmingham Hodge Hill             | Antysemickie komentarze w 2014 roku                               | 20 listopada |
| Ben Mathis       | Liberalni Demokraci     | Hackney North and Stoke Newington | Obraźliwe tweety do 2018 roku                                     | 24 listopada |
| Flora Scarabello | Partia Konserwatywna    | Glasgow Central                   | Komentarze antymuzułmańskie                                       | 27 listopada |
| Safia Ali        | Partia Pracy            | Falkirk                           | Antysemickie posty na starym koncie facebooku                     | 28 listopada |
| Neale Hanvey     | Szkocka Partia Narodowa | Kirkcaldy and Cowdenbeath         | Zarzuty dotyczące antysemityzmu w poście na Facebooku w 2016 roku | 28 listopada |
| Ivan Lewis       | Niezależny              | Bury South                        | Wezwał wyborców do głosowania na konserwatystów                   | 4 grudnia    |

## Sondaże

### Prognozy na tydzień przed głosowaniem
Prognozy oparte na ankietach:
| Partia              | Partia               | Electoral Calculus (4-11 grudnia 2019)  | Election Maps UK (6 grudnia 2019)       | Elections Etc (5 grudnia 2019)          | UK-Elect (8 grudnia 2019)               |
| ------------------- | -------------------- | --------------------------------------- | --------------------------------------- | --------------------------------------- | --------------------------------------- |
|                     | Partia Konserwatywna | 348                                     | 345                                     | 346                                     | 354                                     |
|                     | Partia Pracy         | 225                                     | 224                                     | 218                                     | 212                                     |
|                     | SNP                  | 41                                      | 43                                      | 45                                      | 43                                      |
|                     | Liberalni Demokraci  | 13                                      | 14                                      | 19                                      | 17                                      |
|                     | Plaid Cymru          | 4                                       | 4                                       | 4                                       | 4                                       |
|                     | Zieloni              | 1                                       | 1                                       | 1                                       | 1                                       |
|                     | Brexit Party         | 0                                       | 0                                       | 0                                       | 0                                       |
|                     | Inni                 | 19                                      | 19                                      | 19                                      | 19                                      |
| Ostateczny rezultat | Ostateczny rezultat  | Konserwatyści z większością 46 mandatów | Konserwatyści z większością 40 mandatów | Konserwatyści z większością 42 mandatów | Konserwatyści z większością 58 mandatów |

Uwaga: Wyniki nie sumują się do 650 mandatów z powodu zaokrąglenia. Spiker Izby Gmin został ujęty w Inne.

### Ostatnie prognozy
| Partia              | Partia               | YouGov 10 grudnia 2019                  | Electoral Calculus 12 grudnia 2019      | Election Maps UK 12 grudnia 2019        | Elections Etc 12 grudnia 2019           | UK-Elect 11 grudnia 2019                |
| ------------------- | -------------------- | --------------------------------------- | --------------------------------------- | --------------------------------------- | --------------------------------------- | --------------------------------------- |
|                     | Partia Konserwatywna | 339                                     | 351                                     | 344                                     | 341                                     | 348                                     |
|                     | Partia Pracy         | 231                                     | 224                                     | 223                                     | 224                                     | 217                                     |
|                     | SNP                  | 41                                      | 41                                      | 45                                      | 43                                      | 44                                      |
|                     | Liberalni Demokraci  | 15                                      | 13                                      | 14                                      | 19                                      | 17                                      |
|                     | Plaid Cymru          | 4                                       | 2                                       | 4                                       | 4                                       | 4                                       |
|                     | Zieloni              | 1                                       | 1                                       | 1                                       | 1                                       | 1                                       |
|                     | Brexit Party         | 0                                       | 0                                       | 0                                       | 1                                       | 0                                       |
|                     | Inni                 | 19                                      | 18                                      | 18                                      | 19                                      | 19                                      |
| Ostateczny rezultat | Ostateczny rezultat  | Konserwatyści z większością 28 mandatów | Konserwatyści z większością 52 mandatów | Konserwatyści z większością 38 mandatów | Konserwatyści z większością 32 mandatów | Konserwatyści z większością 46 mandatów |

### Exit Poll
Według exit poll przeprowadzonego przez Ipsos MORI dla BBC, ITV i Sky News opublikowanego po zamknięciu lokali wyborczych o godz. 22:00, przedterminowe wybory parlamentarne do Izby Gmin wygrała Partia Konserwatywna. Torysi zdeklasowali rywali zdobywając 368 z 650 mandatów. Opozycyjna Partia Pracy może liczyć na 191 mandatów. Trzecie miejsce zajęła Szkocka Partia Narodowa z 55 mandatami
| Partia             | Partia               | %   | Mandaty |
| ------------------ | -------------------- | --- | ------- |
|                    | Partia Konserwatywna | 44  | 368     |
|                    | Partia Pracy         | 33  | 191     |
|                    | SNP                  | –   | 55      |
|                    | Liberalni Demokraci  | 12  | 13      |
|                    | Plaid Cymru          | –   | 3       |
|                    | Zieloni              | 3   | 1       |
|                    | Brexit Party         | 2   | 0       |
|                    | Inni                 | 6   | 19      |
| Razem              | Razem                | 100 | 650     |
| Źródło: Ipsos MORI |                      |     |         |

## Wyniki
W wyborach zwyciężyła Partia Konserwatywna uzyskując 43,6% poparcia (365 mandatów), przed Partią Pracy 32,1% poparcia (202 mandaty) i Szkocką Partią Narodową. Torysi uzyskali największą liczbę głosów od 1979 roku i zdobyli największą liczbę mandatów od czasów wyborów z 1987. Łączna liczba ponad 13,9 mln głosów jest największą liczbą głosów zdobytą przez jakąkolwiek partię od
1992. Laburzyści otrzymali prawie 10,3 mln głosów, tracąc około 2,6 miliona wyborców w porównaniu do wyborów z 2017 roku. Frekwencja wyborcza wyniosła 67,30%.
W Szkocji, Szkocka Partia Narodowa poprawiła swój wynik z 2017 roku zdobywając 48 mandatów (o 13 więcej) przy 45% głosów poparcia.
|  | Partia                                        | Lider                         | Kandydaci | Mandaty | Zmiana | Liczba głosów | % głosów | Zmiana (%) |
|  | --------------------------------------------- | ----------------------------- | --------- | ------- | ------ | ------------- | -------- | ---------- |
|  | Partia Konserwatywna                          | Boris Johnson                 | 635       | 365     | 48     | 13 966 451    | 43,6     | +1,2       |
|  | Partia Pracy                                  | Jeremy Corbyn                 | 631       | 202     | 60     | 10 269 076    | 32,1     | -7,8       |
|  | Szkocka Partia Narodowa                       | Nicola Sturgeon               | 59        | 48      | 13     | 1 242 380     | 3,9      | +0,8       |
|  | Liberalni Demokraci                           | Jo Swinson                    | 611       | 11      | 1      | 3 696 423     | 11,5     | +4,2       |
|  | Demokratyczna Partia Unionistyczna            | Arlene Foster                 | 17        | 8       | 2      | 244 127       | 0,8      | -0,1       |
|  | Sinn Féin                                     | Mary Lou McDonald             | 15        | 7       |        | 181 853       | 0,6      | -0,2       |
|  | Plaid Cymru                                   | Adam Price                    | 36        | 4       |        | 153 265       | 0,5      | 0,0        |
|  | Socjaldemokratyczna Partia Pracy              | Colum Eastwood                | 14        | 2       | 2      | 118 737       | 0,4      | +0,1       |
|  | Partia Zielonych Anglii i Walii               | Siân Berry i Jonathan Bartley | 472       | 1       |        | 865 697       | 2,7      | +1,1       |
|  | Partia Sojuszu Irlandii Północnej             | Naomi Long                    | 18        | 1       | 1      | 134 115       | 0,4      | +0,2       |
|  | Spiker Izby Gmin                              | Lindsay Hoyle                 | 1         | 1       |        | 26 831        | 0,1      | 0,0        |
|  | Brexit Party                                  | Nigel Farage                  | 275       | 0       |        | 642 323       | 2,0      | +2,0       |
|  | Ulsterska Partia Unionistyczna                | Steve Aiken                   | 16        | 0       |        | 93 123        | 0,3      | 0,0        |
|  | Yorkshire Party                               | Christopher Whitwood          | 28        | 0       |        | 29 201        | 0,1      | 0,0        |
|  | Partia Niepodległości Zjednoczonego Królestwa | Patricia Mountain             | 44        | 0       |        | 22 817        | 0,1      | -1,8       |
|  | Partia Liberalna                              | Steve Radford                 | 19        | 0       |        | 10 876        | 0,0      | 0,0        |
|  | Change UK                                     | Anna Soubry                   | 3         | 0       |        | 10 006        | 0,0      | 0,0        |
|  | Aontú                                         | Peadar Tóibín                 | 7         | 0       |        | 9814          | 0,0      | 0,0        |
|  | Official Monster Raving Loony Party           | Howling Laud Hope             | 24        | 0       |        | 9739          | 0,0      | 0,0        |
|  | Christian Peoples Alliance                    | Sidney Cordle                 | 27        | 0       |        | 6486          | 0,0      | 0,0        |
|  | Partia Socjaldemokratyczna                    | William Clouston              | 20        | 0       |        | 3295          | 0,0      | 0,0        |
|  | Partia Dobrostanu Zwierząt                    | Vanessa Hudson                | 6         | 0       |        | 3086          | 0,0      | 0,0        |
|  | Angielscy Demokraci                           | Robin Tilbrook                | 4         | 0       |        | 1987          | 0,0      | 0,0        |
|  | Partia Libertariańska                         | Adam Brown                    | 5         | 0       |        | 1780          | 0,0      | 0,0        |
|  | Robotnicza Partia Rewolucyjna                 | Joshua Ogunleye               | 4         | 0       |        | 524           | 0,0      | 0,0        |
|  | Advance Together                              | Annabel Mullin                | 5         | 0       |        | 351           | 0,0      | 0,0        |
|  | Pozostali kandydaci                           |                               | 433       | 0       | 1      | 267 757       | 0,8      | +0,7       |
|  | Razem                                         |                               | 3429      | 650     |        |               | 100,0    |            |

## Decyzje i wnioski po wyborach
Szacuje się, że porażka Partii Pracy była związana z proponowaniem bardzo wysokich podatków. Tego typu podatki są zazwyczaj proponowane przez skrajnie lewicowe partie, które nie uzyskują w Wielkiej Brytanii większego poparcia. 
Propozycje tych podatków, które trafiłyby w gusta co najwyżej tradycyjnych wyborców robotniczych z tzw. "Czerwonego Muru" Partii nie zyskały aprobaty, ze względu na to, że Ci wyborcy oczekiwali pełnego poparcia Brexitu. Z kolei zaś nowi wyborcy partii - lewicująca klasa średnia, była przerażona wysokością podatków. Jedyne co powstrzymało znacznie większą przegraną było to co ją częściowo wywołało - klasa średnia zazwyczaj popierała zastopowanie Brexitu, skrócenie czasu pracy na pełnym etacie i m.in. darmową edukację.

Ostatecznie zdecydowano się na odsunięcie Jeremyego Corbyna(który oficjalnie przyjął na siebie porażkę).

Mapa podziału mandatów, z nadaniem każdemu okręgowi takiej samej wielkości(niezgodnie z geografią). Ze względu na podział mandatów w Wielkiej Brytanii tradycyjnie o przewadze i wynikach wyborów decydują mieszkańcy małych miejscowości położonych głównie w jednej z części Zjednoczonego Królestwa (Anglii).

## Okres powyborczy
13 grudnia:
- Liderka SNP Nicola Sturgeon komentując wynik wyborczy stwierdziła, że otrzymała wyraźny mandat do przeprowadzenia nowego referendum w sprawie niepodległości Szkocji[59].
- Królowa Elżbieta II oficjalnie powierzyła premierowi Borisowi Johnsonowi misję sformowania nowego rządu[60].

17 grudnia:
- Na inauguracyjnym posiedzeniu zebrała się Izba Gmin. Posiedzenie rozpoczęło się od formalnego wyboru spikera izby, którym przez aklamację ponownie został Lindsay Hoyle z Partii Pracy, który pod koniec poprzedniej kadencji zastąpił Johna Bercowa. Następnie krótkie przemówienia wygłosili liderzy frakcji parlamentarnych. Po przemówieniach ślubowania indywidualnie złożyło 650 deputowanych[61].

19 grudnia:
- Królowa Elżbieta II przedstawiła propozycje rządu dotyczące nowej sesji parlamentarnej w przemówieniu królowej. W mowie tronowej określono pierwszy priorytet rządu, jakim jest ogłoszenie Brexitu w dniu 31 stycznia 2020 roku. Przedstawiła również propozycje dotyczące inwestowania w usługi publiczne, reformy systemu opieki socjalnej, a także bezpieczeństwa publicznego[62].